# Accidentul feroviar de la Bucerdea
Accidentul feroviar de la Bucerdea a avut loc pe 7 octombrie 1968 pe linia Teiuș-Blaj, unde s-au ciocnit două trenuri, având drept consecință 22 de morți, 72 de răniți grav și pagube estimate la 11 milioane de lei. În urma accidentului a fost desființată halta Bucerdea, aflată până atunci pe calea ferată Teiuș–Brașov, între stațiile Cistei și Crăciunel.
A fost al doilea accident feroviar ca număr de victime după catastrofa feroviară de la Ciurea din 1917.
Regimul comunist a instrumentalizat propagandistic procesul principalilor vinovați. 

## Desfășurarea evenimentelor
Din cauza unor lucrări de reabilitare, pe acel tronson se circula pe un singur fir, astfel că, în dimineața acelei zile, trenul personal 3340 (care venea de la Teiuș către Blaj) se afla în halta Bucerdea pe o linie secundară, pentru a permite trecerea din sens opus a acceleratului 303 pe linia directă. Impiegatul Teodor Petrișor, aflat în stare de ebrietate, a omis acest lucru și a dat undă verde trenului personal, în ideea că încrucișarea cu trenul accelerat s-ar face în stația Crăciunel.

## Victime
Între cele 22 de persoane care au murit în accident s-a numărat și academicianul Emil Petrovici.

## Ancheta și procesul
Pe lângă impiegat, a fost găsit vinovat și acarul Alexandru Cristea. La procesul penal, desfășurat în sala de așteptare a Gării Teiuș, au asistat o mie de ceferiști, convocați de organele județene de partid. Liderii comuniști doreau să facă public modul cum sunt pedepsiți cei care sabotează construcția socialismului.
Impiegatul Petrișor a fost condamnat la moarte, iar acarul Cristea la 25 de ani de detenție. Ulterior, pedeapsa impiegatului a fost comutată la închisoare pe viață, fiind eliberat după 18 ani.